# Palais-Royal

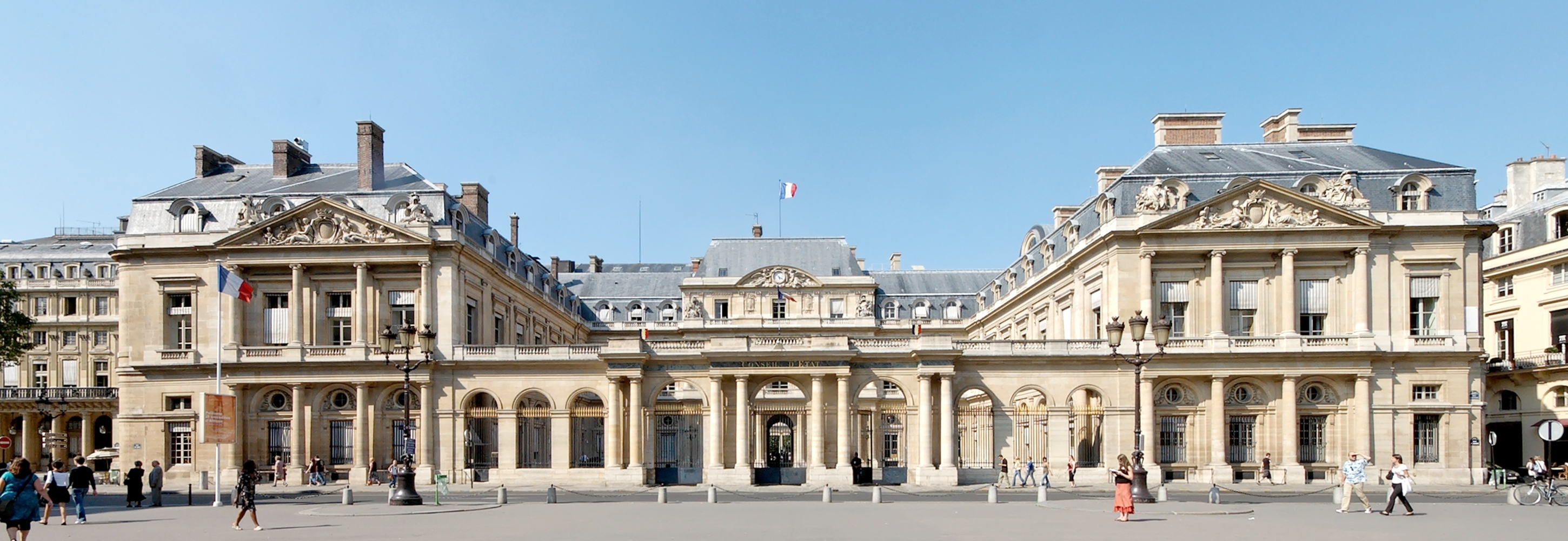
Palais-Royal

Palais-Royal, original numit Palais-Cardinal, este un palat situat în arondismentul 1 din Paris, la nord de Palatul Luvru.

## Istorie

Palais-Royal, Paris

### Palais-Cardinal
Palatul a fost reședința personală a cardinalului Richelieu. Arhitectul Jacques Lemercier a început proiectul în 1629;
La moartea lui Richelieu în 1642, palatul a devenit proprietatea regelui și a dobândit noul nume de Palais-Royal.
După ce Ludovic al XIII-lea a murit anul următor, castelul a devenit căminul reginei mame Ana de Austria și a tinerilor ei fii Ludovic al XIV-lea și Filip, Duce de Anjou, împreună cu sfătuitorul ei cardinalul Mazarin.
Din 1649, palatul a fost reședința Henriettei Maria și a Prințesei Anne Henrietta Stuart, soția și fiica regelui detronat Carol I al Angliei. Cele două au părăsit Anglia în mijlocul războiului civil și au fost adăpostite de nepotul Henrietei Maria, regele Ludovic al XIV-lea.

### Casa de Orléans

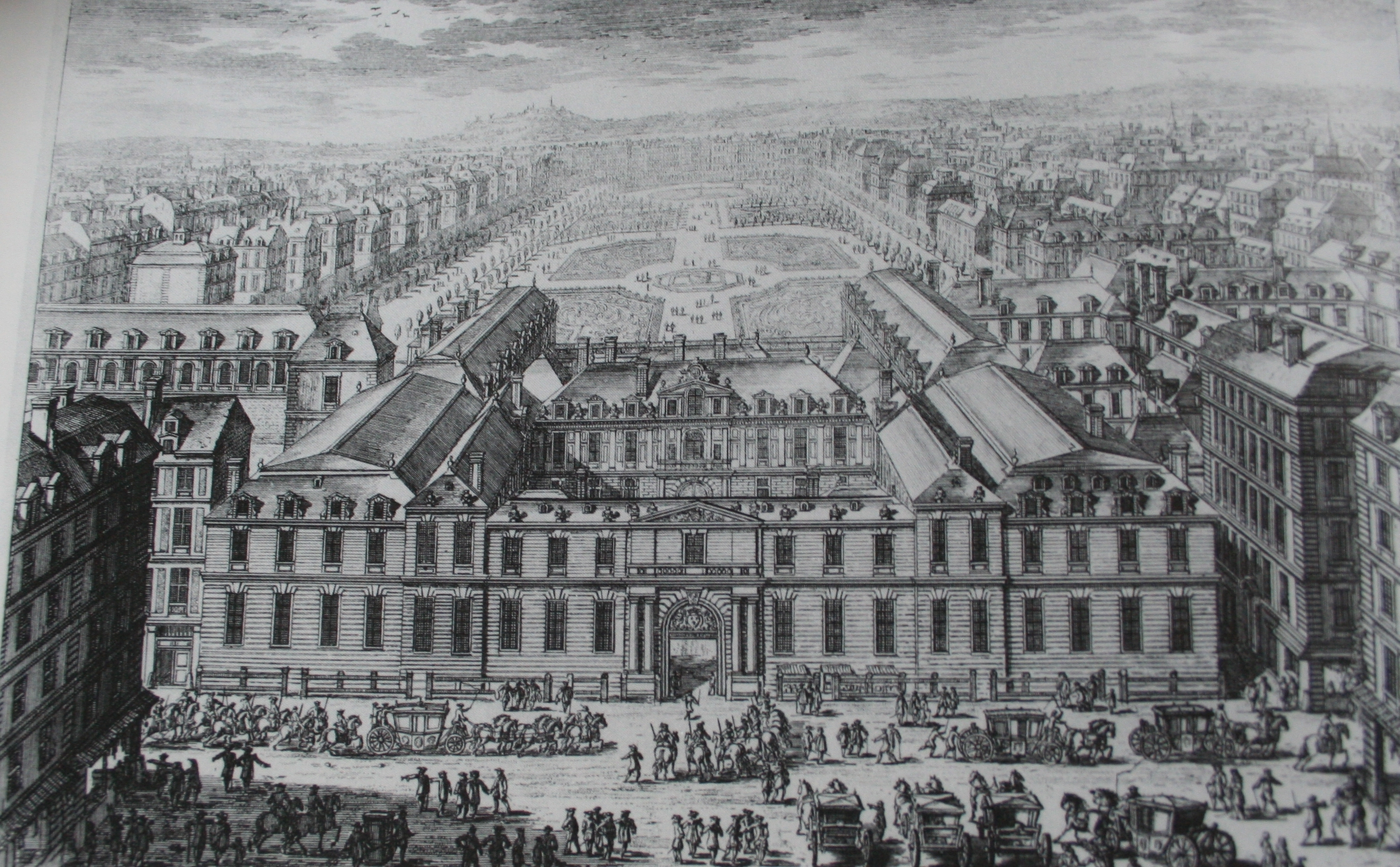
Palais-Royal în 1692

Mai târziu, la 31 martie 1661, Anne Henrietta s-a căsătorit cu fratele mai mic al regelui Ludovic al XIV-lea, Filip al Franței, duce d'Orléans la capela regală a palatului. Anul următor, noua ducesă d'Orléans a născut la palat o fiică, Marie Louise d'Orléans. Palaul a devenit reședința principală a Casei de Orléans.
Ducesa a creat grădini ornamentale, despre care se spunea că sunt cele mai frumoase din Paris. Sub noul cuplul ducal, Palais-Royal va deveni centrul social al capitalei.
Palatul a fost redecorat și au fost adăugate noi apartamente pentru cameristele și personalul Ducesei. Câteva din femeile care mai târziu au ajuns favorite ale regelui Ludovic al XIV-lea au fost doamne de onoare la Palais-Royal: Louise de La Vallière, care a născut aici doi fii ai regelui, în 1663 și 1665;  Françoise-Athénaïs, marchiză de Montespan, care a înlocuit-o pe Louise; și Angélique de Fontanges, care a fost în serviciul cele de-a doua Ducese de Orléans.
După ce Anne Henrietta a murit în 1670, Ducele s-a recăsătorit cu Prințesa Palatină, care a preferat să locuiască la Castelul Saint-Cloud. Saint-Cloud a devenit reședința principală a fiului ei cel mare și moștenitorul Casei de Orléans, Filip Charles d'Orléans cunoscut sub numele de ducele de Chartres.

### Françoise Marie de Bourbon, Ducesă de Orléans
În 1692, cu ocazia căsătoriei dintre Ducele de Chartres și Françoise Marie de Bourbon, Mademoiselle de Blois, una dintre fiicele recunoscute ale lui Ludovic al XIV-lea și a metresei acestuia, Madame de Montespan, regele a dăruit Palais-Royal fratelui său.
Pentru comoditatea miresei, s-au construit noi apartamente și a fost amenajată aripa de est din strada Richelieu. Acesta a fost momentul când Filip a comandat faimoasa sa galerie de picturi "Colecția Orleans". Costul total al reconstrucției a fost de 400.000 de livre.
După ce Madame de Montespan a căzut în dizgrație și a fost înlocuită de Madame de Maintenon, care a interzis orice divertisment generos la Versailles, Palais-Royal a redevenit punctul culminant al înaltei societăți.
Când Ducele de Orléans a murit în 1701, fiul său a devenit șeful Casei de Orléans. Noul Duce și Ducesă de Orléans au luat ca reședință Palais-Royal. Două dintre fiicele lor, Charlotte Aglaé d'Orléans, mai târziu Ducesă de Modena și Louise Diane d'Orléans, mai târziu Prințesă Conti, s-au născut aici.

## La Régenceși domnia lui Ludovic al XV-lea
După moartea lui Ludovic al XIV-lea în 1715, strănepotul său în vârstă de cinci ani l-a succedat. Ducele de Orléans a devenit regent pentru tânărul Ludovic al XV-lea și a stabilit guvernul țării la Palais-Royal în timp ce micul rege locuia la Palatul Tuileries.
După sfârșitul regenței, viața socială la palat s-a atenuat mult. Ludovic al XV-lea a mutat înapoi curtea la Versailles și Parisul a fost din nou ignorat. Același lucru s-a întâmplat cu Palais-Royal; Louis d'Orléans, care l-a succedat pe tatăl său ca noul Duce de Orléans și fiul său Ludovic Filip au locuit la reședința familiei din Saint-Cloud, care era goală de la moartea prințesei Palatine în 1722.
Ludovic Filip s-a căsătorit la Palais-Royal cu Louise Henriette de Bourbon în 1743. Ea a murit la vârsta de 32 de ani în 1759 și a fost mama lui Louis Philippe II d'Orléans, mai târziu cunoscut drept Philippe Égalité.

### Palatul sub Louis Philippe II
La câțiva ani după moartea Louisei Henriette, soțul ei s-a căsătorit în secret cu amanta sa, marchiza de Montesson, și cuplul a locuit la Castelul Sainte-Assise, unde el a murit în 1785. Chiar înainte să moară el a vândut Castelul Saint-Cloud reginei Maria Antoaneta.
În 1785, Louis Philippe II d'Orléans i-a succedat tatălui său ca șef al Casei de Orléans. El s-a născut la Saint-Cloud și s-a mutat la Palais-Royal unde a locuit cu soția sa Louise Marie Adélaïde de Bourbon cu care s-a căsătorit în 1769. Fiul cel mare al cuplului, Louis-Philippe III d'Orléans s-a născut aici în 1773.
Louis Philippe II, care a deținut Palais-Royal începând cu 1780 a extins și a reproiectat clădirile și grădina palatului între 1781 și 1784. Palatul reproiectat a devenit unul dintre cele mai importante locuri comerciale din Paris. Era frecventat de aristocrație, clasa de mijloc și clasa de jos. A căpătat reputația unui loc unde aveau loc conversații sofisticate (în saloane, cafenele și librării), dezmăț (era bântuit de prostituate locale) precum și un focar de activitate francmasonică. De asemnea, Palais-Royal conținea unul dintre cele mai importante teatre publice din Paris, Teatrul Palatului Regal.